# 馬汝驥 (嘉靖進士)
馬汝驥（1518年—？），字德甫，遼東都司金州衛人，官籍，明朝政治人物。

## 生平
嘉靖十九年（1540年）庚子科順天府鄉試第八十七名舉人。嘉靖二十三年（1544年）中式甲辰科會試第一百五十一名，登第三甲第一百五十二名進士。授清苑县知县。

## 家族
曾祖馬雄，壽官；祖父馬釗；父馬昂，通判。母劉氏。重庆下。兄汝献、汝豸、朝宗（指挥佥事）、弟汝龍、汝骢、汝骅。